# Грегори Эшворт
Грегори Эшворт (1941, Глазго, Шотландия)— шотландский учёный.

## Биография
Грегори Эшворт родился в 1941 году в шотландском городе Глазго. Степень бакалавра Грегори получил в Колледже Святога Джона (St John’s College) в Кембридже, далее продолжил своё образование и получил степень магистра в University of Reading в Бирбике. В 1974 году получает степень Доктора в Университет Лондона. С начала 1970-х начинает преподавать в Университете Уэльса и в Портсмутском университете. А с 1979 года и по сегодняшний день является профессором и главой одного из департаментов (Department of Planning Faculty of Spatial Sciences) в университет Гронингена, что в Нидерландах.
Сфера научных интересов Г.Ашворта базируется на взаимоотношениях наследия, туризма и местового маркетинга (place marketing). Г.Ашворт преимущественно работает в сфере проблематики современной урбанистики. Автор более 15 книг, около 100 книжны глав и 200 статей.
В 1995 году получил почётную пожизненную стипендию от Венгерского географического сообщества. С 2010 года является почётным доктором Брайтонского университета. В 2011 году был посвящён в рыцари за заслуги в продвижении Голландской науки.

## Список публикаций
- The City in West Europe (Wiley 1981);
- The tourist-historic city (Wiley 1990);
- The European city: Western perspectives (Fulton 1991);
- Heritage planning (Geopers 1992);
- Building a new heritage: tourism, culture and identity in the new Europe (Routledge 1994);
- Dissonant Heritage (Wiley 1996);
- European heritage planning and management (Intellect 2001);
- A geography of heritage (Arnold 2001);
- Construction of built heritage: a North European perspective' (Ashgate 2001);
- Senses of time: senses of place (Ashgate 2005);
- Marketing tourism places (Routledge 1990);
- Tourism and spatial transformation (CABI 1996);
- and Place marketing Selling the City (Wiley 1990).